# خوشی من خوشی توست
خوشی من، خوشی توست (ایتالیایی: Il tuo piacere è il mio) یک کمدی سکسی سبک ایتالیایی است که در سال ۱۹۷۳ منتشر شد.
فیلم‌نامهٔ این فیلم، اقتباسی آزاد از رمان «قصه‌های مضحک» اثر انوره دو بالزاک است.

## بازیگران
- اوا آئولین
- فمی بنوسی
- لایونل استندر
- باربارا بوشه
- ارنا شورر
- آلدو جوفره
- سیلوا کوشچینا
- لئوپولدو تریئسته
- ماریسا سولیناس
- آنا مائستری
- اومبرتو راهو
- پوپو د لوکا
- جاکومو فوریا